# 轩辕剑传奇
轩辕剑传奇（原名远古大帝-大舜传奇），改编自海南作家冷明权的长篇历史小说《远古大帝》，由海南企业投资拍摄。该片讲述讲述了舜一路披荆斩棘，最后终于找到历山的故事。

## 制作
据称，这部电影筹备4年时间，过程异常艰辛，投资方几次撤资，导演只好去借高利贷以完成电影后期特效。

## 推广
2015年7月20日，轩辕剑传奇官方微博发布“导演生气了”版海报。
2015年7月21日，轩辕剑传奇官方微博发布“流泪版”版海报

## 争议

### 与《轩辕剑》版权争议
大宇资讯官方发布了一份公告，称北京思幻公司未经授权，擅自使用《轩辕剑》名称海报、新闻、微博等，造成影迷以为该电影与《轩辕剑》存在关系，侵害了大宇资讯的商标权。但电影导演称电影是根据小说改编，跟游戏毫无关系，并说轩辕剑的传说起源于华夏民族，而大宇资讯注册了“轩辕剑”，不会改变轩辕剑是中国传说的事实。出品方也发表了声明称电影轩辕剑传奇传播的是正能量，《轩辕剑》不能与之相比，并附上了义勇军进行曲。

### 导演微博对骂
导演李智和自己执导的电影《轩辕剑传奇》之间也起了骂战。据称是《轩辕剑传奇》微博被盗。
李智在微博上指责《黑猫警长》大电影海报涉嫌抄袭星球大战的海报。
李智曾和游戏轩辕剑粉丝在微博上对骂，声称网友是吃屎长大。第二天，李智被几个陌生男子泼粪。

### 导演和宣传公司对骂
8月3日零点，《轩辕剑传奇》在鸟巢CGV影城举办影片首映会暨主创见面发布会。在发布会上，出品人称，影片没上映之前有游戏公司诽谤电影，雇佣游戏粉丝和水军恶意评论该电影。导演称游戏粉丝恶意攻击电影。随后宣传方公司代表上台，并和导演推搡起来，出品人忙出手相劝。宣传方称网友和游戏粉丝都是潜在受众群体，导演故意骂网友和游戏粉丝，得罪了网友，所以购票情况不太理想。最后，宣传方下跪给网友道歉，并把导演也强硬按倒，要求导演也要向网友道歉。

## 外部連結
- 豆瓣电影上《轩辕剑传奇》的資料 （简体中文）